# Baumkirchen (Tyrol)
Baumkirchen – gmina w Austrii, w kraju związkowym Tyrol, w powiecie Innsbruck-Land. Liczy 1217 mieszkańców (1 stycznia 2015).